# 피오나 마이
피오나 마이 이아피키노(이탈리아어: Fiona May Iapichino, 1969년 12월 12일 ~ )는 이탈리아의 전직 육상 선수로 멀리뛰기에서 활약했다. 그녀는 세계 선수권 대회에서 2번 우승했고 올림픽에서 은메달을 2번 획득했다.
그녀는 세단뛰기에서 잠깐 활약했으며, 1998년부터 14.65m의 최고 기록으로 시즌 5위를 지켰다. 마이는 원래 영국 대표로 활약했지만, 기아니 이아피치노와 결혼하여 1994년에 이탈리아 시민이 되었다. 마이는 2002년에 딸을 낳았고, 그 결과 전체 시즌을 놓쳤다. 그녀의 마지막 주요 대회는 2005년 세계 선수권 대회였는데, 그녀는 결승에 진출하지 못했다.
마이는 리즈 대학교의 부속 학교인 리즈 트리니티 대학교에 다녔다. 그녀는 2006년에 현역에서 은퇴했다.

## 같이 보기
- 올림픽 이탈리아 선수단